# Jakub Wachnik
Jakub Wachnik (ur. 16 lutego 1993 w Kozienicach) – polski siatkarz, grający na pozycji przyjmującego. Mistrz Polski U-19 z Czarnymi Radom (2011). Reprezentant Polski w kategorii kadetów i juniorów. 

## Kariera zawodnicza
Treningi siatkarskie rozpoczął w Czarnych Radom. W 2008 z radomską drużyną, reprezentując województwo mazowieckie, zajął 5. miejsce w XIX Turniej Nadziei Olimpijskich, a rok później był już drugi. W 2009 z zespołem kadetów został również wicemistrzem Polski, przegrywając w finale z AKS-em Resovią Rzeszów 1:3. Równolegle występował w drużynie juniorów, z którą rozgrywki o mistrzostwo kraju zakończył na 5. miejscu. W 2010 z Czarnymi był triumfatorem XXI Turnieju Nadziei Olimpijskich. W 2011 wywalczył tytuł mistrza Polski juniorów. Rok później z radomianami sięgnął po srebrny medal, a sam został uznany za najlepszego zawodnika finałowego turnieju.
W sezonie 2012/13 został graczem drużyny seniorów, z którą wywalczył mistrzostwo I ligi, awansując do PlusLigi. W najwyższej klasie ligowej zadebiutował w wyjściowym składzie w inauguracyjnej kolejce sezonu 2013/14, w której Czarni ponieśli porażkę w wicemistrzem Polski ZAKSĄ Kędzierzyn-Koźle 0:3. W 3. serii spotkań z radomską drużyną odniósł pierwsze zwycięstwo w lidze, pokonując w Bydgoszczy miejscowy Transfer 3:1. W kolejnym zwycięskim meczu 3:1 nad Skrą Bełchatów był drugim po Wytze Kooistrze najlepiej punktującym graczem Czarnych Radom. W trzecim wygranym z rzędu spotkaniu, tym razem z Politechniką Warszawską (3:0), został wyróżniony jako Most Valuable Player. Dla swojej drużyny zdobył wówczas najwięcej punktów (20).
Jest osobą głęboko wierzącą. Prywatnie jest fanem zespołu muzycznego Budki Suflera. W młodości trenował żużel pod okiem Grzegorza Zengoty.
W połowie czerwca 2025 roku razem ze swoją żoną Magdaleną podarował dla papieża Leona XIV koszulkę Wilfredo Leóna w barwach klubowych Bogdanki LUK Lublin.

## Sukcesy klubowe
I liga:
- 2013, 2021
- 2011

Liga libańska:
- 2019

Puchar Challenge:
- 2025[9]

Liga polska:
- 2025[10]